# Loch Sholum
Loch Sholum ist ein See auf der schottischen Hebrideninsel Islay.

## Beschreibung
Der Loch Sholum liegt im Südosten der Insel an den Hängen des Beinn Sholum, etwa drei Kilometer nordnordwestlich von Ardbeg. Der See weist eine maximale Länge von 610 Metern und eine maximale Breite von rund 260 Metern auf. Er ist nicht durch Straßen erschlossen. Die A846 verläuft rund drei Kilometer südlich.
Wesentlicher Zufluss von Loch Sholum ist der aus dem östlich gelegenen Lochan Sholum abfließende unbenannte Bach. Das Einzugsgebiet des Sees bedeckt 154 Hektar und erstreckt sich im Wesentlichen nach Nordosten und -westen. Es umfasst Heideflächen (82 %) und Grasland (9 %). Grundwasser macht 9 % des Zuflusses aus. Der See nimmt eine Fläche von rund neun Hektar ein und besitzt bei einer mittleren Tiefe von 5,7 Metern ein Volumen von rund 0,52 Kubikmetern und einen Umfang von etwa zwei Kilometern.
Vom Südwestufer fließt der Bach Abhainn Smithil ab, der sich zum Abhainn nam Beitheachan vereint und bei Lagavulin in die Lagavulin Bay entwässert. Der See bildet das Wasserreservoir der Whiskybrennerei Lagavulin, die das Bachwasser zur Whiskyproduktion verwendet. Mit Loch Uigeadail befindet sich eines der Wasserreservoire der benachbarten Whiskybrennerei Ardbeg nur wenige Kilometer in nordöstlicher Richtung. Am Ostufer des Sees wurden möglicherweise die Überreste einer Shieling-Hütte zur Fernweidewirtschaft entdeckt.